# Olympische Jugend-Sommerspiele 2010/Fußball
| Fußball bei den I. Olympischen Jugend-Sommerspielen | Fußball bei den I. Olympischen Jugend-Sommerspielen |
| Olympische Ringe · Fußball                          | Olympische Ringe · Fußball                          |
| Informationen                                       | Informationen                                       |
| --------------------------------------------------- | --------------------------------------------------- |
| Teilnehmer:                                         | 64 Athleten                                         |
| Datum:                                              | 12. August–25. August                               |
| Austragungsort:                                     | Jalan Besar Stadium                                 |
| Wettkampfort:                                       | Singapur                                            |
| Entscheidungen:                                     | 2                                                   |
|                                                     | Nanjing 2014 →                                      |
| Olympische Ringe                                    | Fußball                                             |

| Olympische Jugend-Sommerspiele 2010 (Medaillenspiegel Fußball) | Olympische Jugend-Sommerspiele 2010 (Medaillenspiegel Fußball) | Olympische Jugend-Sommerspiele 2010 (Medaillenspiegel Fußball) | Olympische Jugend-Sommerspiele 2010 (Medaillenspiegel Fußball) | Olympische Jugend-Sommerspiele 2010 (Medaillenspiegel Fußball) | Olympische Jugend-Sommerspiele 2010 (Medaillenspiegel Fußball) |
| Platz                                                          | Mannschaft                                                     | Goldmedaillen                                                  | Silbermedaillen                                                | Bronzemedaillen                                                | Gesamt                                                         |
| -------------------------------------------------------------- | -------------------------------------------------------------- | -------------------------------------------------------------- | -------------------------------------------------------------- | -------------------------------------------------------------- | -------------------------------------------------------------- |
| 01                                                             | Bolivien                                                       | 1                                                              | —                                                              | —                                                              | 1                                                              |
| 0                                                              | Chile                                                          | 1                                                              | —                                                              | —                                                              | 1                                                              |
| 03                                                             | Äquatorialguinea                                               | —                                                              | 1                                                              | —                                                              | 1                                                              |
| 0                                                              | Haiti                                                          | —                                                              | 1                                                              | —                                                              | 1                                                              |
| 05                                                             | Singapur                                                       | —                                                              | —                                                              | 1                                                              | 1                                                              |
| 0                                                              | Türkei                                                         | —                                                              | —                                                              | 1                                                              | 1                                                              |

Bei den Olympischen Jugend-Sommerspielen 2010 in Singapur wurden zwischen dem 12. und 25. August 2010 zwei Wettbewerbe im Fußball ausgetragen. Die Spiele fanden im Jalan Besar Stadium statt.

## Modus
Gespielt wurde nicht wie normalerweise 2 × 45 Minuten, sondern lediglich 2 × 40 Minuten. Für einen Sieg erhielt die Mannschaft drei, für ein Unentschieden einen Punkt. In den Turnieren für Jungen und Mädchen gab es jeweils zwei Gruppen mit jeweils drei Teams. Die Drittplatzierten spielten um den fünften Platz, die Sieger und Zweiten erreichten das Halbfinale.

## Turnier der Mädchen

### Gruppe A
| Pl. | Land            | Sp. | S | U | N | Tore    | Diff. | Punkte |
| --- | --------------- | --- | - | - | - | ------- | ----- | ------ |
| 1.  | Türkei          | 2   | 2 | 0 | 0 | 008:200 | +6    | 06     |
| 2.  | Iran            | 2   | 1 | 0 | 1 | 003:400 | −1    | 03     |
| 3.  | Papua-Neuguinea | 2   | 0 | 0 | 2 | 000:500 | −5    | 0      |

|                       |   |                 |     |
| 12. August, 18:00 Uhr |   |                 |     |
| Türkei                | – | Iran            | 4:2 |
| 15. August, 18:00 Uhr |   |                 |     |
| Iran                  | – | Papua-Neuguinea | 1:0 |
| 18. August, 18:00 Uhr |   |                 |     |
| Papua-Neuguinea       | – | Türkei          | 0:4 |

### Gruppe B
| Pl. | Land                | Sp. | S | U | N | Tore    | Diff. | Punkte |
| --- | ------------------- | --- | - | - | - | ------- | ----- | ------ |
| 1.  | Äquatorialguinea    | 2   | 2 | 0 | 0 | 007:200 | +5    | 06     |
| 2.  | Chile               | 2   | 1 | 0 | 1 | 002:400 | −2    | 03     |
| 3.  | Trinidad und Tobago | 2   | 0 | 0 | 2 | 001:400 | −3    | 0      |

|                       |   |                     |     |
| 12. August, 20:45 Uhr |   |                     |     |
| Chile                 | – | Trinidad und Tobago | 1:0 |
| 15. August, 20:45 Uhr |   |                     |     |
| Trinidad und Tobago   | – | Äquatorialguinea    | 1:3 |
| 18. August, 20:45 Uhr |   |                     |     |
| Äquatorialguinea      | – | Chile               | 4:1 |

### Finalrunde

#### Halbfinale
|                         |   |       |     |
| 21. August um 18:00 Uhr |   |       |     |
| Türkei                  | – | Chile | 2:3 |
| 21. August um 20:45 Uhr |   |       |     |
| Äquatorialguinea        | – | Iran  | 4:1 |

#### Spiel um Platz 5
|                         |   |                     |                |
| 23. August um 18:00 Uhr |   |                     |                |
| Papua-Neuguinea         | – | Trinidad und Tobago | 0:0, 2:4 i. E. |

#### Spiel um Bronze
|                         |   |      |     |
| 24. August um 18:00 Uhr |   |      |     |
| Türkei                  | – | Iran | 3:0 |

#### Finale
|                         |   |                  |                                 |
| 24. August um 20:45 Uhr |   |                  |                                 |
| Chile                   | – | Äquatorialguinea | 1:1 n. V. (1:1, 0:0), 5:3 i. E. |

### Medaillenränge
| Rang                    | Medaillengewinner |
| ----------------------- | --- |
| Gold Chile              | Gabriela Aguayo, Monserrat Grau, Leslie Alarcon, Paola Hinojosa, Francisca Armijo, Maria Navarrete, Julissa Barrera, Romina Orellana, Katherine Cisternas, Javiera Roa, Macarena Errazuriz, Melisa Rodriguez, Fernanda Geroldi, Karina Sepulveda, Constanza Gonzalez Parra, Javiera Valencia, Catalina Gonzalez Veloz, Macarena Vasquez |
| Silber Äquatorialguinea | Justina Alene, Rosa Mangue, María Angono, Belinda Mikue, Inmaculada Angue, Pilar Mondjeli, Mónica Asangono, Dolores Nchama, Felicidad Avomo, Verónica Nchama, Celestina Bikoro, Judit Ndong, Leticia Biyogo, Felicidad Nguema, Vida Fegue, Antonia Obiang, Justina Lohoso, Constancia Okomo                                             |
| Bronze Türkei           | Hülya Cin, Hilal Başkol, Kader Doğan, Nazmiye Aytop, Feride Serin, Melisa Tosun, Fatma Gülen, Kübra Aydın, Medine Erkan, Fatma Barut, Yaşam Göksu, Eda Duran, Eda Karataş, Ümran Özev, Büşra Ay, Dilan Akarsu, Büşra Özturk, Esra Öztürk                                                                                                |

## Turnier der Jungen

### Gruppe C
| Pl. | Land     | Sp. | S | U | N | Tore    | Diff. | Punkte |
| --- | -------- | --- | - | - | - | ------- | ----- | ------ |
| 1.  | Bolivien | 2   | 2 | 0 | 0 | 011:000 | +11   | 06     |
| 2.  | Haiti    | 2   | 1 | 0 | 1 | 002:100 | −8    | 03     |
| 3.  | Vanuatu  | 2   | 0 | 0 | 2 | 001:400 | −3    | 0      |

|                       |   |          |     |
| 13. August, 18:00 Uhr |   |          |     |
| Vanuatu               | – | Bolivien | 0:2 |
| 16. August, 18:00 Uhr |   |          |     |
| Bolivien              | – | Haiti    | 9:0 |
| 19. August, 18:00 Uhr |   |          |     |
| Haiti                 | – | Vanuatu  | 2:1 |

### Gruppe D
| Pl. | Land       | Sp. | S | U | N | Tore    | Diff. | Punkte |
| --- | ---------- | --- | - | - | - | ------- | ----- | ------ |
| 1.  | Singapur   | 2   | 2 | 0 | 0 | 006:300 | +3    | 06     |
| 2.  | Montenegro | 2   | 1 | 0 | 1 | 006:400 | +2    | 03     |
| 3.  | Simbabwe   | 2   | 0 | 0 | 2 | 002:500 | −3    | 0      |

|                       |   |            |     |
| 13. August, 20:45 Uhr |   |            |     |
| Singapur              | – | Simbabwe   | 3:1 |
| 16. August, 20:45 Uhr |   |            |     |
| Simbabwe              | – | Montenegro | 1:2 |
| 19. August, 20:45 Uhr |   |            |     |
| Montenegro            | – | Singapur   | 2:3 |

### Finalrunde

#### Halbfinale
|                         |   |            |     |
| 22. August um 18:00 Uhr |   |            |     |
| Bolivien                | – | Montenegro | 3:1 |
| 22. August um 20:45 Uhr |   |            |     |
| Singapur                | – | Haiti      | 0:2 |

#### Spiel um Platz 5
|                         |   |          |     |
| 23. August um 20:45 Uhr |   |          |     |
| Vanuatu                 | – | Simbabwe | 2:0 |

#### Spiel um Bronze
|                         |   |          |           |
| 25. August um 18:00 Uhr |   |          |           |
| Montenegro              | – | Singapur | 1:4 (1:1) |

#### Finale
|                         |   |       |           |
| 25. August um 20.45 Uhr |   |       |           |
| Bolivien                | – | Haiti | 5:0 (2:0) |

### Medaillenränge
| Rang            | Medaillengewinner |
| --------------- | --- |
| Gold Bolivien   | Jorge Alpire, Yasser Manzur, Macallister Amutary, Marvin Martinez, Carlos Anez, Rodrigo Mejido, Cristian Arano, Alvaro Paz, Luis Banegas, Noel Rodriguez, Jhamil Bejarano, Jorge Sabja, Osvaldo Daza, Gustavo Torrez, Pedro Galindo, Romero Vaca, Josue Gutrhie, Harry Zegarra                                      |
| Silber Haiti    | Jeff Alphonse, Nike Metellus, Wiliam Barthelemy, Jonathan Momplaisir, Junior Bonheur, Jean Paraison, Jean Bonhomme, Jeff Petit Frere, Daniel Gedeon, Sandino Saint Jean, Carlos Gluce, Sandro Saint Surin, Ismael Hilaire, Pierre Samedi, Whoopy Jean Baptiste, Robert Surpris, Sindy Louissaint, Bertrand Vilgrain |
| Bronze Singapur | Hamzah Fazil, Irfan Mohamed, Hazim Hassan, Syazwan Mohamed, Dhukhilan Jeevamani, Firdaus Mohd, Radhi Kasim, Hanafi Mohd, Iskander Khairul, Bryan Neubronner, Brandon Koh, Sunny Ng, Illyas Lee, Fashah Rosedin, Jeffrey Lightfoot, Muhaimin Suhaimi, Ammirul Mazlan, Jonathan Tan                                   |